# James Van Der Beek
James David Van Der Beek, född 8 mars 1977 i Cheshire i Connecticut, är en amerikansk skådespelare som spelade Dawson i den amerikanska TV-serien Dawson's Creek (1998–2003).

## Filmografi (urval)
- 1996 – Älskar, älskar inte
- 1998 – Varsity Blues
- 1998-2003 – Dawsons Creek (TV-serie)
- 2002 – The Rules of Attraction
- 2007 – Eye of the Beast
- 2008 – How I Met Your Mother, avsnitt Sandcastles in the Sand (gästroll i TV-serie)
- 2012-2013 - Don't Trust the B---- in Apartment 23 (TV-serie)
- 2017 – Downsizing
- 2017 - Modern family